# Сыгульский, Богуслав
Богусла́в Сыгу́льский (пол. Bogusław Sygulski; 10 августа 1957, Прашка —18 декабря 2017) — польский шахматист, международный мастер (1988). Чемпион Польши 1984 года, серебряный призёр чемпионата Польши 1985 года по быстрым шахматам.

## Карьера
В 1984 году Сыгульский, играя за шахматный клуб «Легион Варшава» выиграл командный чемпионат Польши. 
В 1985 году в Гдыне он занял 7-е место на чемпионате Польши. 
В 1986 году в Калише Сыгульский занял второе место на чемпионате Польши по блицу и завоевал титул чемпиона Польской Народной Армии по шахматам. 
В 1988 году занял 2-е место на Открытом шахматном турнире в Гдыне и поделил 1 место с Рышардом Скробеком на турнире в Дембице.
Сыгульский достиг пикового рейтинга 2390 1 июля 1985 года и занимал тогда 16–19 места среди польских шахматистов. 

## Личная жизнь
Был отцом троих детей: Павла, Анны и Петра. Брата Сыгульского зовут Артур, который также является шахматистом, вице-чемпион Польши 1982 года и трёхкратным олимпийским игроком.
Сыгульский умер 10 декеабря 2017 года и был похоронен на приходском кладбище в Чарне (Дембицкий уезд).